# Воскресенский (сериал)
«Воскресенский» — российский детективный телесериал 2021 года, снятый продюсерской компанией «ЭПИК МЕДИА» и режиссёром Дмитрием Петрунем. Главные роли в нём сыграли Юрий Колокольников, Андрей Назимов, Максим Лагашкин, Вильма Кутавичюте, Антон Хабаров.

## Сюжет
Действие телесериала происходит в царской России в начале XX века. Доктор Воскресенский, гений хирургии, помогает полицмейстеру Чудакову расследовать запутанные преступления.
Список и описание серий
| № серии | Премьера   | Описание серии |
| ------- | ---------- | --- |
| 1       | 08.11.2021 | Иван Фогель, молодой врач, начинает работать ассистентом у гениального хирурга Аркадия Гавриловича Воскресенского, который имеет очень закрытый образ жизни. Профессор ведёт медицинскую практику, параллельно помогая полиции расследовать подозрительные смерти. В первой серии сыщики арестовывают все почтовые отправления, так как при неизвестных обстоятельствах погиб почтарь. Полицмейстер считает, что мужчина погиб от самовозгорания. Но Воскресенский уверен, что произошло убийство, и собирается это доказать. |
| 2       | 08.11.2021 | В водоёме обнаруживают тело девушки, которая работала на местной фабрике. Сотрудники считают, что девушку убил парень из еврейской слободки. Однако Аркадий Гаврилович уверен, что убийство совершил другой человек и находит настоящего преступника. |
| 3       | 09.11.2021 | Найдены тела отравленных карточных игроков. Полиция обнаруживает, что убитые имели отношение к частному пансионату для девочек-сирот. Из этого пансионата недавно пропала воспитанница. Профессор выясняет как был изготовлен яд, и как он попал в организм жертв. Кто преступник, а кто жертва в этой истории ещё необходимо выяснить. |
| 4       | 09.11.2021 | В городе найдено тело профсоюзного деятеля. Полицейские опасаются, что убийство спровоцирует «левых». Профессор доказывает, что убийство никак не связано с общественной деятельностью жертвы. Неосторожные действия Аркадия Гавриловича во время расследования приводят к увольнению его друга — полицмейстера Чудакова. |
| 5       | 10.11.2021 | На экипаж судьи совершено нападение. В преступлении виноваты террористы, которые в покушении используют бомбы. В больницу попадают пострадавшие. Одного из пациентов в тяжелом состоянии опознать не удаётся. Воскресенский и Фогель пытаются выяснить его личность, но выходят на след настоящего «чудовища». |
| 6       | 10.11.2021 | Пропадает хорошая знакомая профессора — журналистка Мария Векслер. Воскресенский попадает в запутанную схему ограбления, которое не может предотвратить. |
| 7       | 11.11.2021 | В город прибывает корабль, который пропал много лет назад. Судно привозит в Петербург чуму. Профессор со своим ассистентом пытаются спасти город и его жителей. |
| 8       | 11.11.2021 | Князь Румянцев скоро займёт место Министра внутренних дел. Ему начинают приходить письма, в которых незнакомец утверждает, что князь незаконнорожденный. В это время террористы планируют затопить город. Воскресенскому с Фогелем предстоит раскрыть тайну семьи Румянцевых и в очередной раз спасти город. |

## В ролях
| Актёр              | Роль                                                                                   |
| ------------------ | -------------------------------------------------------------------------------------- |
| Юрий Колокольников | Аркадий Гаврилович Воскресенский, профессор медицины, хирург, частный детектив         |
| Максим Лагашкин    | Григорий Андреевич Чудаков, полицмейстер сыскной полиции Санкт-Петербурга              |
| Вильма Кутавичюте  | Мария Векслер, репортёр газеты «Петербургскiй Вѣстникъ»                                |
| Андрей Назимов     | Иван Дмитриевич Фогель, доктор, ассистент и помощник Воскресенского                    |
| Янина Лакоба       | Хельда, домработница Воскресенского                                                    |
| Антон Хабаров      | Андрей Андреевич Платов, миллионер, промышленник, купец 1-й гильдии, социалист         |
| Сергей Бызгу       | шеф-редактор газеты «Петербургскiй Вѣстникъ»                                           |
| Аркадий Коваль     | Юрий Михайлович Головин, временный новый полицмейстер сыскной полиции Санкт-Петербурга |
| Илья Шакунов       | князь Румянцев, тайный советник                                                        |
| Владимир Епифанцев | Михаил Юдин                                                                            |
| Ольга Арнтгольц    | Лилия Каменская                                                                        |
| Юлия Марченко      | Дарья Алексеевна Бобылёва                                                              |
| Кирилл Рубцов      | Дмитрий Павлович Бобылёв                                                               |
| Валерий Кухарешин  | Верещагин, секретарь Попечительского совета университета                               |
| Александр Сирин    | Гавриил Воскресенский, отец Воскресенского                                             |
| Михаил Разумовский | адвокат Зуев                                                                           |
| Зоя Буряк          | мать Лизы                                                                              |
| Елена Руфанова     | Павлова                                                                                |
| Сергей Козырев     | Каменский, судовладелец                                                                |
| Вадим Сквирский    | Николай Каменский                                                                      |
| Сергей Яценюк      | Андрей Каменский                                                                       |
| Елизавета Нилова   | Ирина Краснова                                                                         |
| Владимир Богданов  | хозяин доходного дома                                                                  |
| Игорь Иванов       | пожарный инспектор                                                                     |
| Олег Куликович     | святой отец                                                                            |
| Василий Щипицын    | бармен                                                                                 |
| Вера Карпова       | Марфа Демидова                                                                         |
| Эмилия Спивак      | Елена                                                                                  |

## Релиз и оценки
Премьера «Воскресенского» состоялась в сентябре 2021 года на фестивале «Пилот». С 8 по 11 ноября того же года сериал выходил на «Первом канале».
Реакция зрителей была неоднозначной. Кинокритик Егор Москвитин («Медуза») оценил шоу как «процедурный сериал в духе нулевых, который не претендует на психологизм и драматизм». Игорь Карев («Аргументы и факты») и Сергей Ефимов («Комсомольская правда») охарактеризовали доктора Воскресенского и его помощника как «русского Шерлока» и доктора Ватсона. При этом Ефимов уверен, что авторы сериала адаптировали классический сюжет «просто блестяще — с уважением к вдохновившему их первоисточнику, но с самостоятельным сочным колоритом, вложив в межкадровое пространство своей истории о захватывающих расследованиях легкую щемящую грусть о России, которую мы потеряли (даже если именно такой никогда не было)».